# Viola gmeliniana
Viola gmeliniana är en violväxtart som beskrevs av Johann Jakob Roemer och Schult.. Viola gmeliniana ingår i släktet violer, och familjen violväxter. Inga underarter finns listade i Catalogue of Life.